# Pépinière de Berlin

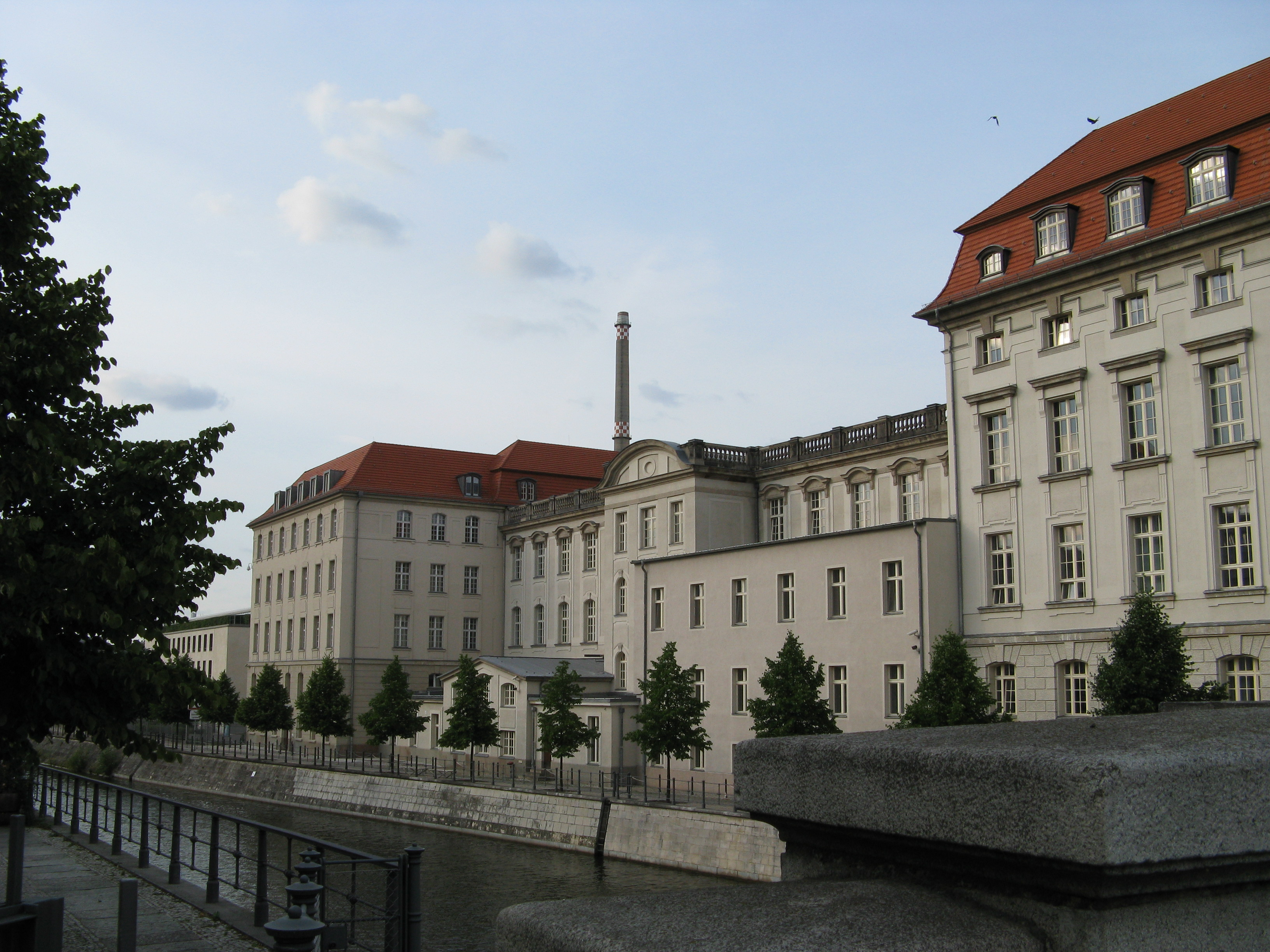
Photographie de la façade arrière de la Pépinière, partie datant de la fin du XVIIIe siècle et du début du XIXe siècle.

La Pépinière est un palais de Berlin construit à l'angle de la Scharnhorststraße et de l'Invalidenstraße pour abriter une école de médecine militaire, deuxième établissement du type « école de chirurgie » (Chirurgenschule) après celui de la Charité à proximité. L'établissement a été fondé par Johann Goercke (de), son premier directeur, le 2 août 1795. Depuis 1998, le palais accueille le ministère de l'Économie et de la Technologie. C'est un monument classé.

## Historique

### 1795-1919

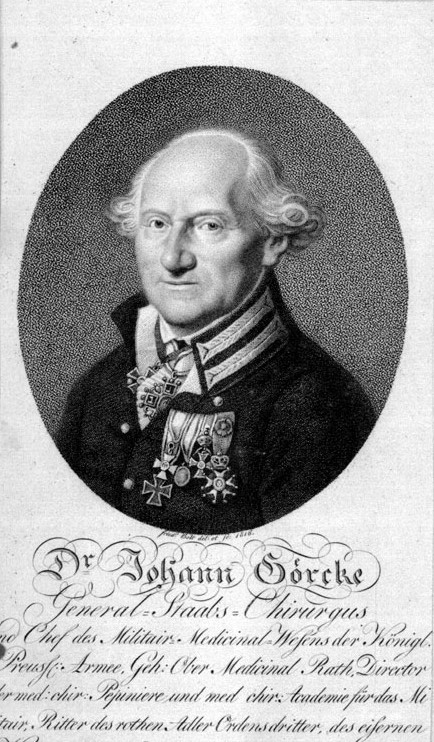
Portrait de Johann Goercke.

Après la bataille de Valmy (1792), le roi de Prusse Frédéric-Guillaume II reconnaît le retard de la médecine militaire de l'armée prussienne et ordonne la fondation d'une école de médecine militaire d'élite à Berlin. Les futurs chirurgiens doivent y recevoir une formation scientifique, militaire et sportive. Le cursus est gratuit et les étudiants (appelés élèves) y reçoivent logis et couvert. Ceux-ci sont surnommés les « coqs siffleurs » (Pfeifhähne), expression employée à l'origine par les garçons des rues berlinois. Le succès de l'école est immédiat : sur dix candidats, il n'y peut avoir qu'un admis.
Les études durent quatre ans pour les adolescents et débouchent pour ceux qui le peuvent sur des études supérieures de huit ans en tant que chirurgiens militaires recevant leur solde de l'État. L'école permet donc à des élèves de milieux modestes d'acquérir une formation médicale. L'école est baptisée « institut médico-chirurgical Frédéric-Guillaume » en 1818, puis « académie d'enseignement médical militaire Empereur-Guillaume » en 1895. L'académie accueille trois corporations d'étudiants (Pépinière-Corps), supprimées le 5 octobre 1919 à la suite du Traité de Versailles : les Corps Suevo-Borussia (de) (devise : Vivant fratres intimo foedere juncti!), Corps Franconia (de) (devise : Pro patria et honore) et Corps Saxonia (de) (devise : Nunquam retrorsum!), cette dernière reconstituée puis suspendue en 1935.
L'académie Empereur-Guillaume (Akademie-Kaiser-Wilhelm) est supprimée en 1919 d'après les termes du Traité de Versailles.

### 1934-1945

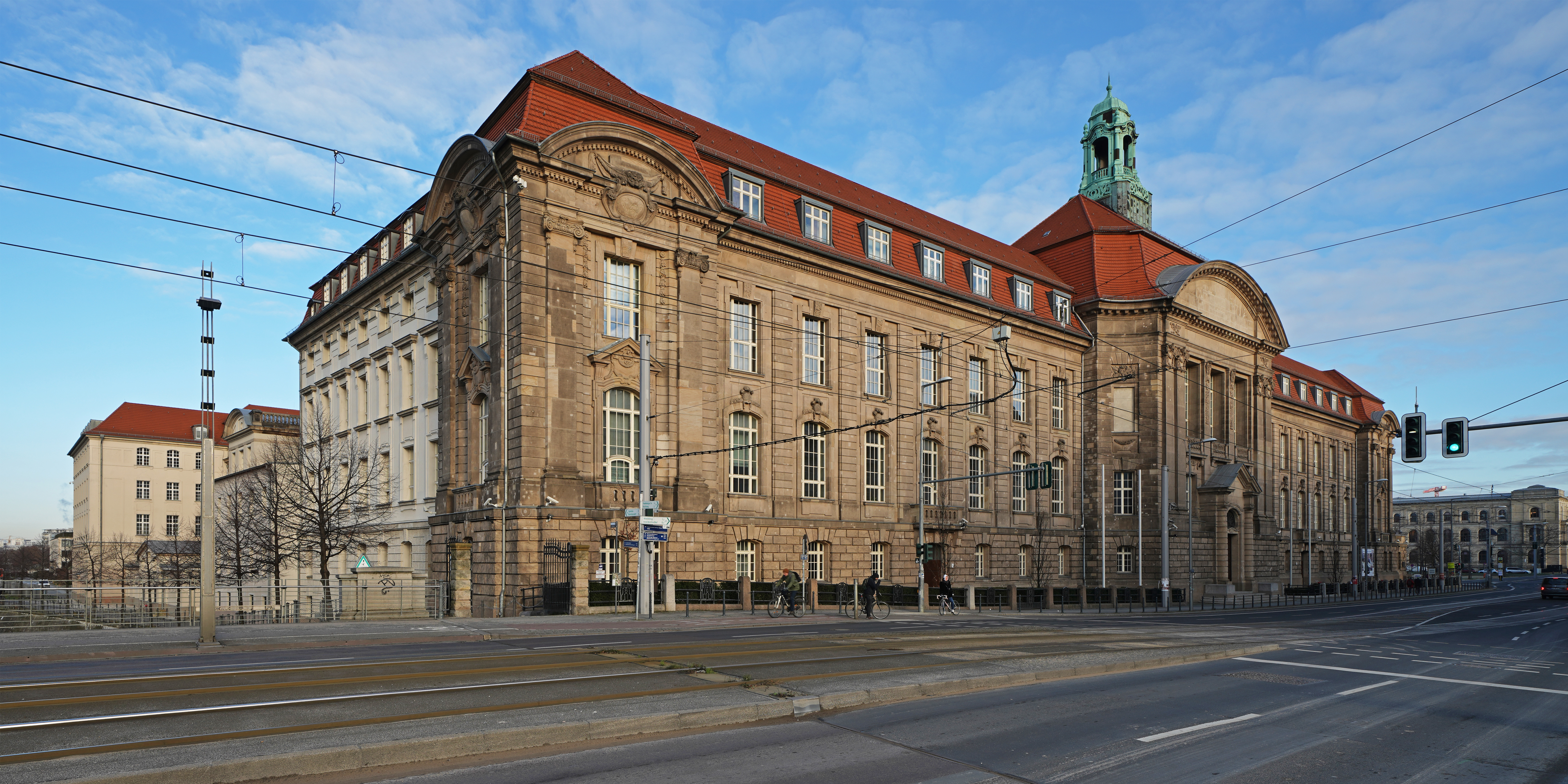
Façade sur l'Invalidenstraße, partie construite en 1905-1910.

L'académie est reconstituée dans les mêmes locaux en 1934 sous le nom d'académie médicale militaire (Militärärztliche Akademie). Elle dépend directement de l'Heeres-Sanitätsinspekteur, inspecteur de santé de l'Armée, et elle est divisée en trois groupes d'études: les groupes A et B forment des officiers de santé (Sanitätsoffizieranwärter), le groupe A préparant aux études pré-cliniques et le groupe B aux études cliniques. Le groupe C à partir de 1938 comprend les instituts de recherche médicale.
Commandants de l'académie
- Médecin-général (Generalarzt) Rudolf Gunderloch (1885–1962), du 1er mai 1934 au 25 août 1939
- Generalstabsarzt Richard Hamann (1868–1956), du 25 août 1939 au 1er août 1944
- Generalstabsarzt Walther Asal (1891–1987), du 1er août 1944 au 1er mars 1945

### Après 1945
Le palais n'est pas démoli et se trouve à Berlin-Est. Il sert de bureaux à la cour suprême de la RDA et au ministère de la Justice de la RDA.
Aujourd'hui on donne à la Eichensaal (salon de Chêne), ancienne salle de banquet du palais, des concerts de musique de chambre interprétés par l'orchestre symphonique de la Radio de Berlin ou d'autres ensembles.
Le reste du palais abrite depuis 1998 les bureaux du ministère de l'Économie et de la Technologie.

## Coqs siffleurs célèbres
- Emil von Behring
- Gottfried Benn
- Alfred Dührssen (de)
- Bernhard Fischer (de)
- Hermann von Helmholtz
- Friedrich Loeffler
- Friedrich Martius (de)
- Richard Pfeiffer
- Otto von Schjerning (de)
- Oskar Schröder
- Rudolf Virchow
- Karl Hans Walther (de)

## Source
- (de) Cet article est partiellement ou en totalité issu de l’article de Wikipédia en allemand intitulé « Pépinière » (voir la liste des auteurs).